# مجمع ذات العماد
مجمع ذات العماد هو مجموعة من المباني الاستثمارية المهمة ومن معالم مدينة طرابلس عاصمة ليبيا. تعود ملكية المجمع إلى جمعية الدعوة الإسلامية العالمية، وقد تم البدء في تنفيذ مشروع بناء المجمع في سنة 1983 ليكتمل مع نهايات الثمانينيات. تتخذ العديد من الجهات الإدارية والاستثمارية الليبية والأجنبية من مجمع ذات العماد مقرًا لها، كما يحتضن المجمع بقاعاته المجهّزة، العديد من الفاعليات والمؤتمرات التي تعقد في طرابلس.

## البناء
مجمع ذات العماد الإداري، من البنايات متعددة الطوابق، وهو معد بتجهيزات حديثة وفق المواصفات العالمية. قاعدة المبنى تتكون من دورين بمساحة تصل إلى «19.863 متر مربع»، أمّا أبراج المبنى الخمسة، فيتكوّن كل برج من 16 طابق، بمساحة مسقوفة تصل إلى «7,000 متر مربع»، وتبلغ مساحة كل طابق «500 متر مربع».